# Barney Williams
Barney Guillermo Williams (født 13. marts 1977 i San Martín de los Andes, Argentina) er en canadisk tidligere roer.
Williams roede tidligt i sin karriere i otteren, men hans første store internationale resultat blev en VM-guldmedalje i firer uden styrmand ved VM 2003 i Milano.
Ved OL 2004 i Athen stillede Williams op i firer uden styrmand (sammen med Cameron Baerg, Thomas Herschmiller og Jake Wetzel). Den canadiske båd vandt sit indledende heat og sin semifinale og var derfor i A-finalen. Canadiernes tid i semifinalen var blot et kvart sekund dårligere end briternes, og finalen blev også et tæt løb mellem disse to både, som briterne vandt med blot 0,08 sekund, hvilket betød, at canadierne vandt sølv.
Efter OL 2004 skiftede han til toer uden styrmand, men var for en kort periode også med i otteren og firer uden styrmand, men sluttede sin karriere som eliteroer i 2007 i toeren uden styrmand, hvor han nåede et par A-finaler ved World Cup-løb.

## OL-medaljer
- 2004:  Sølv i firer uden styrmand